# KLH Arena
KLH Arena – kompleks skoczni narciarskich znajdujący się w austriackim Murau. W skład kompleksu wchodzą duża skocznia Hans-Walland-Großschanze o punkcie konstrukcyjnym K120, normalna skocznia Gumpoldschanze (K85) i trzy mniejsze obiekty.
Rekordzistą największego obiektu jest norweski kombinator norweski Bjarte Engen Vik, który 18 lutego 1996 uzyskał 128,5 metra.

## Hans-Walland-Großschanze

### Parametry skoczni
- Punkt konstrukcyjny: 120 m
- Wielkość skoczni (HS): 125 m
- Punkt sędziowski: 125 m
- Rekord skoczni: 128,5 m –  Bjarte Engen Vik (18.02.1996)
- Nachylenie progu: 11°
- Nachylenie zeskoku: 37,7°

### Rekordy skoczni
| Lp. | Data             | Zawodnik           | Odległość | Uwagi               |
| --- | ---------------- | ------------------ | --------- | ------------------- |
| 1.  | 1969             | Hans Schmid        | 104,5 m   |                     |
| 2.  | 1970             | Ernst Kröll        | 107 m     |                     |
| 3.  | 1973             | Walter Steiner     | 108 m     |                     |
| 4.  | 1976             | Karl Schnabl       | 112 m     |                     |
| 5.  | 1981             | Hubert Neuper      | 113 m     |                     |
| 6.  | 13 lutego 1983   | Richard Schallert  | 114 m     | Mistrzostwa Austrii |
| 7.  | 1988             | Klaus Sulzenbacher | 118 m     |                     |
| 8.  | 18 stycznia 1992 | Jens Deimel        | 118 m     | PŚ w kombinacji     |
| 9.  | 9 stycznia 1994  | Takanobu Okabe     | 123,5 m   | PŚ w skokach        |
| 10. | 18 lutego 1996   | Bjarte Engen Vik   | 128,5 m   | PŚ w kombinacji     |

### Puchar Świata w skokach narciarskich
W sezonie 1993/94 w Murau zostały rozegrane zawody Pucharu Świata w skokach narciarskich. Konkurs na skoczni im. Hansa Wallanda odbył się w 9 stycznia 1994. Zwycięzcą został Japończyk Noriaki Kasai, a jego rodak Takanobu Okabe w drugiej serii zawodów ustanowił rekord skoczni wynoszący 123,5 metra.
| Lp | Data            | 1. miejsce    | 2. miejsce     | 3. miejsce   |
| -- | --------------- | ------------- | -------------- | ------------ |
| 1. | 9 stycznia 1994 | Noriaki Kasai | Espen Bredesen | Dieter Thoma |

## Gumpoldschanze

### Parametry skoczni
- Punkt konstrukcyjny: 85 m
- Wielkość skoczni (HS): 92 m
- Punkt sędziowski: 92 m
- Rekord skoczni: 86 m –  Günter Stranner (1988)
- Długość rozbiegu: b.d.
- Nachylenie rozbiegu: b.d.
- Nachylenie progu: b.d.
- Wysokość progu: b.d.
- Nachylenie zeskoku: b.d.
- Średnia prędkość na rozbiegu: b.d.